# Mohammad Bagheri Motamed
Mohammad Bagheri Motamed, né le 24 janvier 1986 à Téhéran, est un taekwondoïste iranien.

## Palmarès

### Jeux olympiques
- Médaille d'argent des Jeux olympiques 2012 à Londres, (Royaume-Uni)

### Championnats du monde
- Médaille d'argent des -68 kg du Championnat du monde 2011 à Gyeongju, (Corée du Sud)
- Médaille d'or des -68 kg du Championnat du monde 2009 à Copenhague, (Danemark)

### Championnats d'Asie
- Médaille d'or des -68 kg du Championnat d'Asie 2010 à Astana, (Kazakhstan)
- Médaille d'or des -67 kg du Championnat d'Asie 2008 à Bangkok, (Thaïlande)
- Médaille d'argent des -58 kg du Championnat d'Asie 2004 à Seongnam, (Corée du Sud)
- Médaille de bronze des -54 kg du Championnat d'Asie 2002 à Amman, (Jordanie)

### Jeux asiatiques
- Médaille d'or des -68 kg du Jeux asiatiques de 2010 à Canton, (Chine)